# 孫中山之死

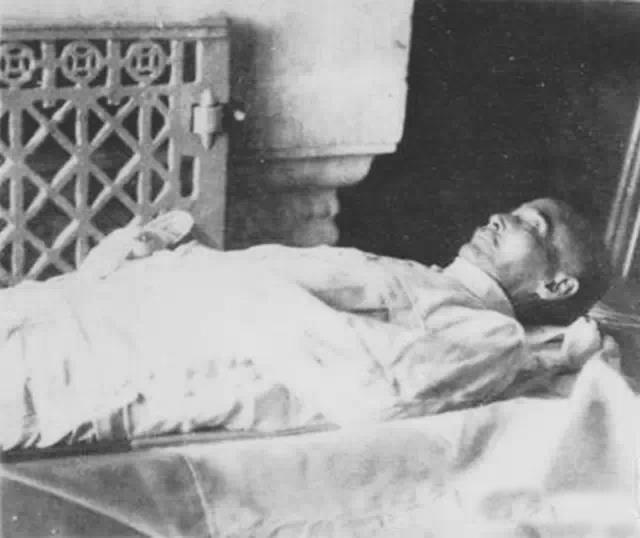
孙中山遗容

1925年3月12日9時30分，中國國民黨總理暨中國前临时大总统孫中山於善後會議期間在北平市铁狮子胡同行辕因患肝膽癌症而逝世，享年59歲（58周岁）。

## 晚年病情
1924年11月13日，孙北上前夕，于广州乘船抵沪，与蒋介石有一次谈话，表示了对自身健康的担忧：“余此次赴京，明知其异常危险，将来能否归来尚不一定。然余之北上，是为革命，是为救国救民而奋斗，又何危险之可言耶？况余年已五十九岁，虽死亦可安心矣！”蒋：“先生今日何突作此言耶？”孙答：“凡人总有一死，只要死得其所。若二三年前，余即不能死；今有学生诸君，可完成吾未竟之志，则可以死矣！”又据黄季陆回忆：“总理北上经过上海的时候，曾对上海的同志们说：‘我老了！不知道命在今年，还是明年呢？’总理似乎已有生命历程行将终结的预感，这终究因为总理是一位极其高明的医生，他对自己身体的情形有很微妙的理解，抑或是因为总理是一位至诚的哲人，可以前知呢？”
12月4日，孫抵天津，受到盛大歡迎，因勞累並受風寒，身體感覺不適:217-218。包世杰日记记载：3日“总理精神亦不见疲劳”，4日“一病而遂不起，是诚出人意料者也！”“12月25日，日本北平同仁医院长小管勇博士往视总理病状，断定为肝脏炎。”29日，“今日德医诊视，谓总理确患肝病”。
12月31日，孫扶病至北京，發表《入京宣言》，及對歡迎民眾之書面談話:218。1925年元旦，“是日延请外国医生六、七人，考察病症，都断定是肝症。然究竟是哪种肝病，如何医治，不是一人一时可以断定”。1925年1月4日，“又请俄国医生协助，提出意见，与克利参考互商。时孙先生身体并未超过常温，神思也极清爽。”
然而，孙的病情急剧恶化。据俄国中国问题专家维克托・乌索夫在《20世纪20年代苏联情报机关在中国》一书披露，俄国医生福尔特的全名是福尔图纳托夫・叶夫根尼・阿列克谢耶维奇，是个披着医生外衣的特工。福尔特“有一次试图获取秘密材料，就在拿到文件之时被中国警察抓住。随即被逮捕，但国家政治保安总局花一万美元将他赎出。”1925年1月26日，孙入北京协和医院，“当晚由德、美、俄三国医生切片检查”。此时孙“肝脏已坚硬如木，无从割除，乃取肝上之极微三部份为化验样本，一面洗净肝脏后缝合。”證實孫罹患肝癌末期:421。以鐳錠醫治無效，孫改聘中醫治療:399。

## 逝世前后
1925年2月18日孫自協和醫院出院，移居鐵獅子胡同行轅:218。2月24日，汪精卫等人“至先生病榻前請求預立遺囑”，孙却屡次欲言又止：
孫先生：汝等前來，將有何言耶？不妨直陳。
汪：當一月二十六日，先生進入病院，諸同志皆責備我等，要請先生留下些許教誨之言，俾資遵循。如先生之病迅即痊愈，固無論矣；設或不痊愈，吾等仍可永遠聽到先生之教訓也。吾等固知先生有力量以抗病魔，吾等亦願助先生以抗病魔。惟亦思趁先生精神較佳時，留下些許教誨，則十年二十年後，仍可受用也。
孫先生：我何言哉！我病如克痊愈，則所言者甚多，惟先至溫泉休養，費數日之思索，然後分別言之。設使不幸而死，由汝等任意去做可矣，復何言哉！
汪：先生之病不久當可痊愈，只恐調養須時太久，難以處理公務。而本黨又際重要時會，其進行不能一刻停滯，還請先生早賜訓誨，以便吾等遵守，以利黨務進行為是。
孫先生：吾若留下說話給汝等，誠有許多危險。當今無數敵人正在圍困汝等，我死之後，彼輩更將向汝等進攻。甚至必有方法，令汝等軟化。如果汝等不被敵軟化，強硬對抗，則又必將被加害，危險甚大。故吾仍以不言為佳，則汝等應付環境，似較為容易也。如吾必定說出，汝等將更難對付險惡之環境矣！如此，我尚何說？
汪：我等追隨先生奮鬥數十年，從未巧避危險，此後危險何畏？從未被人軟化過，此後何人能以軟化我等？吾等亦深知大部分同志皆能遵從先生之言，不計危險與生死也！先生教訓我等甚久，當能信及。
孫先生：吾已著書甚多矣！
汪：誠然，先生著有「建國大綱」、「建國方略」、「三民主義」及「第一次全國代表大會宣言」，諸同志皆當竭誠奉行，猶望先生為一總括之言。
孫先生：汝等欲我云何？
汪：我等今已預備一稿，讀與先生一一清聽。先生如肯贊成，即請簽字，當作先生之言；如不贊成，亦請別賜數語，我可代為筆記。

孫：可。汝試讀之。
据邹鲁回忆：“当时我们听了，有些莫名其妙。由今看来，知道总理已经看穿汪兆铭要被敌人软化了。”认为孙所指的“敌人”，便是苏联；后来被“软化”者，便是汪兆铭。又据国民党元老吴敬恒曾对邓家彦说：“三月向尽，在帅府召开联席会议，方经戴季陶君证明：仇人系指某国，绝不是指国内无聊的烂人。总理在民国二年时，不惜与桂太郎妥协，因当时桂与他，共认某国是世界唯一毒害。”
宋子文向孫請示，另外留下一份《家事遺囑》:250。孫在顧維鈞家裡簽署《國事遺囑》:421。因宋庆龄在屋外的哭声传了进来，孙听见便说：“你暂时收存起来，过几日再说，我还能活一些日子的。”:3923月11日上午8时，何香凝前往孙病榻前问候，发现孙两眼已经散光，出来告诉大家“现在不可不请先生签字了！”汪便取笔请孙签了字。陈友仁又拿出他与鲍罗廷起草的《致苏联遗书》，由宋子文读过后，也请孙签了字:392。孫呼吸愈來愈困難，精神疲倦，在重複說著：「和平」、「奮鬥」、「救中國」；醫生因病人説話太多，就請孫入睡:251-252。据邓泽如透露，孙临终前，还曾喃喃自语：“朋友乎？仇敌乎？”表示苏联不可靠:396。3月11日晚上6時半，孫手腳變冷，已不能再出聲說話，醫生説：「脈搏已沒有了，請大家注意逝世的時間」；第二天上午3時，孫又醒來一次:252。3月12日9時30分:218，孫心臟停止跳動，呼吸停止:252，在北京逝世:2936。同日12時30分，孫遺體移至協和醫院進行防腐。經過三天防腐化粧，3月15日大殮:253。

## 各方反應
孫臨終前一日希望辦基督教儀式葬禮，時值非基督教運動高漲:40-43。他囑咐中国国民党各领袖，勿因宋庆龄的基督徒身份而歧视她。众人在商议仪式时产生极大争议，有人认为革命领袖不应受宗教利用:43。
孙逝世时，蒋介石正在广东忙于国民革命军东征。闻知孙逝世后，蔣在軍中發哀告全軍將士書，回廣州祭奠，並整理校務:10。
北洋政府悼恤令：

前临时大总统孙文，倡导共和，肇我中夏。辛亥之役，成功不居，仍于国计民生殚心擘画。宏谟毅力，薄海同钦。本执政夙慕耆勋，亟资匡济，就职伊始，敦劝入都，方期克享遐龄，共筹国是，天胡不憗，遽夺元功。轸念艰虞，弥深怆悼。所有饰终典礼，著内务部详加拟议，务极优隆，用符崇德报功之至意。

臨時執政段祺瑞通令全國降半旗三日，各機關休假一日，舉行國葬，靈堂設於中央公園。段祺瑞收到惡噩，派代表弔唁，下令全國下半旗3天，用「國葬」大禮；中國國民黨不承認北京政府，自不接受國葬，只用國民葬禮表示和國民平等；外國使館下半旗:253。
1925年3月12日，上海《申报》发表社论：“中国数十年来为主义而奋斗者，中山先生一人而已。中国政界中之人格，不屈不变、始终如一者，中山先生一人而已。中山先生真爱国者也！于为国之外，无其他杂念，可谓纯洁之爱国者。中山先生真实行者也！不顾成败，不问毁誉，可谓勇往之实行者。”
3月13日，《南華早報》在社論中說：「他（孫）屬於人類極為少數的幾個人，他們為了一個理念，敢於挑戰幾乎一切。當最後審判來臨的時候，他們是屬於天國的人。」:495
李大釗称孙：「四十年殫心瘁力，誓以青天白日，紅色紅旌，喚起自由獨立之精神，誠為人間留正氣。」:313
当时持反孙立场的香港华字日报报道，孫死後，廣州地區的治安機關加強了對輿論的控制，對公開發表不敬言論者採取了嚴厲措施。1925年3月13日，有少年四人在大德路醉後言語嘲諷孫中山之死，被偵緝人員拘捕，當晚即於西瓜園遭到槍決。此外，多起民眾因議論孫中山之死而被逮捕、失踪或勒索財物的事件亦有發生，如蔣姓男子在家門前談及廣東將復太平，即被偵緝人員帶走，至次日仍未歸家；亦有市民因嬉談孫中山之死被持槍強行帶走，下落不明。同時，省政府頒行哀悼令，要求民眾遵守哀制，如佩戴黑紗、禁止娛樂活動等。期間，廣州各地出現多起因違反哀制而遭處罰的事件，包括因吹奏竹笛、燃放爆竹、彈琴、未佩戴黑紗等輕微行為而被處以罰款、拘留或撤職。此類現象在當時社會引發一定程度的不滿與議論。

## 身後安排
孫中山去世後，北京協和醫學院病理系主任负责进行尸体解剖。解剖仅限于胸腔和腹腔。醫生对胸、腹部取出的器官进行病理分析。尸体解剖完成以后，孙中山的内脏器官和病理报告存放在协和医院。
宋慶齡和孫科不顧中國國民黨人之強烈反對，堅持在北京協和醫院用基督教儀式為孫舉行私人喪禮之後，才讓中國國民黨中央在北京舉行公開喪禮:169。汪精卫调解，尊重孙遗愿:43。出於淡化革命領袖是基督徒的目的，中國大陸和台灣權威的孫中山年譜中都沒記載基督教葬禮的史實。
1925年3月15日大殮，3月19日移靈於北京中央公園社稷壇，供各界瞻仰致敬:218。沿路護送民眾有12萬人，3月24日開弔，民眾前去弔祭有幾十萬人:253。至4月1日下午，治丧处共收花圈7,000多个，挽联59,000余副，横幅500余件，来宾签名者达746,823人，机关团体1,254个。4月2日出殯，由中央公園出發到北京西郊30里之香山碧雲寺；30萬民眾把馬路填塞滿滿，直到北京西直門；還有2萬多人步行直跟到香山碧雲寺:253。孫奉厝於北京西山碧雲寺內石塔中:218。另外，3月24日台北有兩千餘人參加追悼大會。
1929年5月26日凌晨1时，孙的灵榇奉移典礼在北京西山碧云寺举行。下午4时35分，载有灵榇的9组专列火车，由家属宋庆龄、孙科和迎榇专员林森等人护送，从北京启程，开往南京。5月28日上午10时正，专列到达南京浦口车站。灵车过江后，在中山码头登岸。下午3时15分，灵车抵达湖南路的国民党中央党部，灵榇移入祭堂——中央党部礼堂。5月29日至31日为公祭日。6月1日，国民政府举行奉安大典，孫的遺體從此遷葬中山陵。

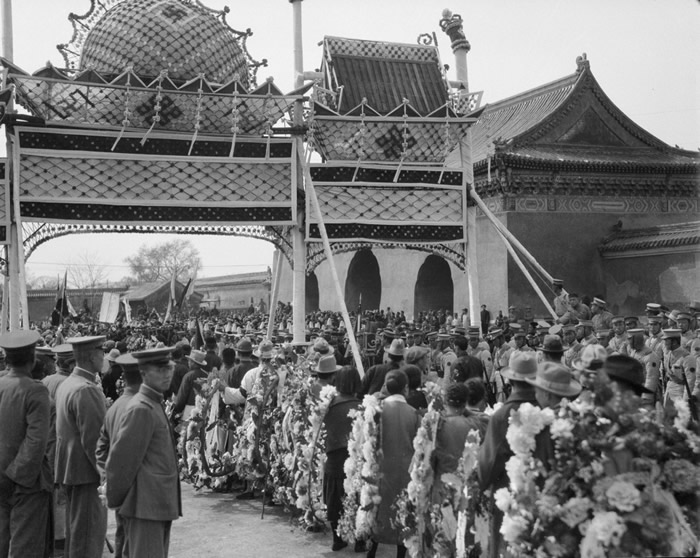
前来中央公园吊唁的北京民众花圈队
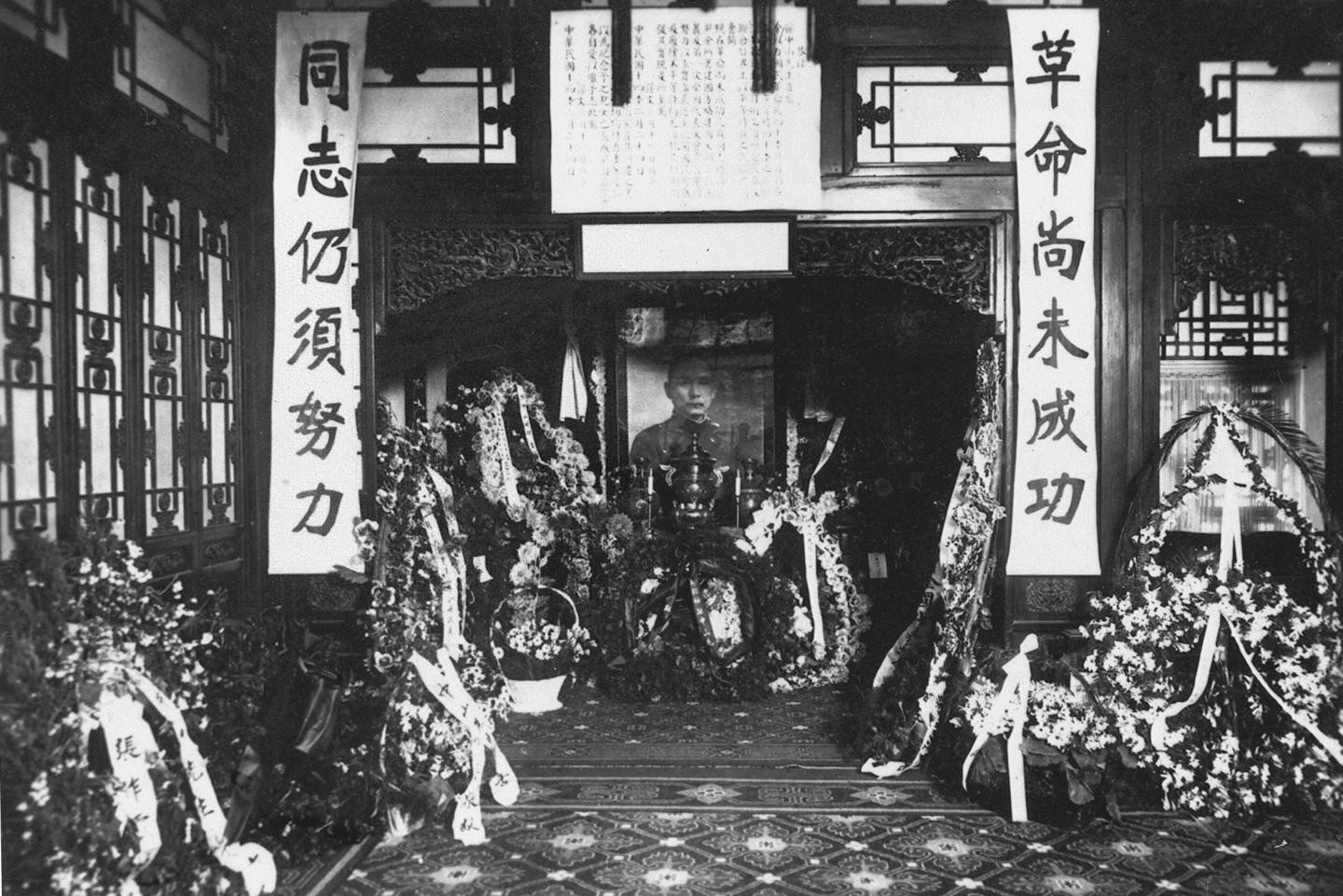
1925年4月2日，孙灵堂设于北京中央公园社稷坛大殿内
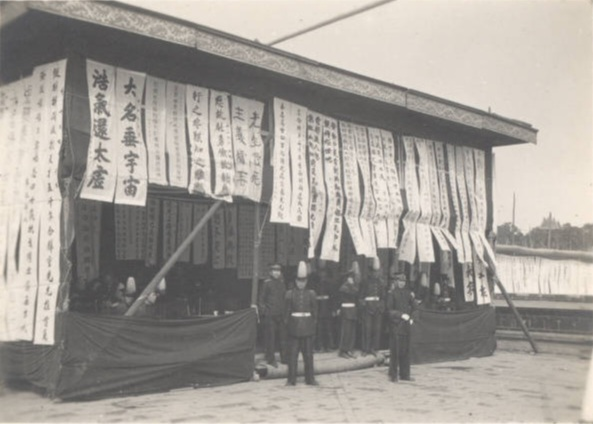
孙灵堂外“挽联如海”
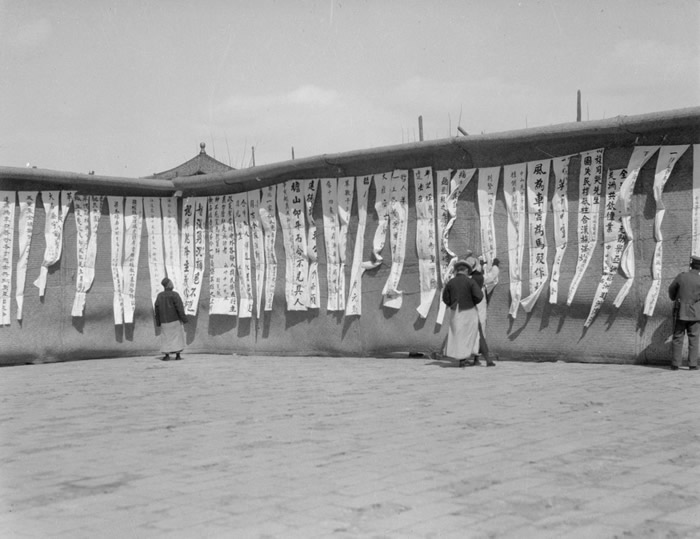
孙灵堂外“挽联如海”
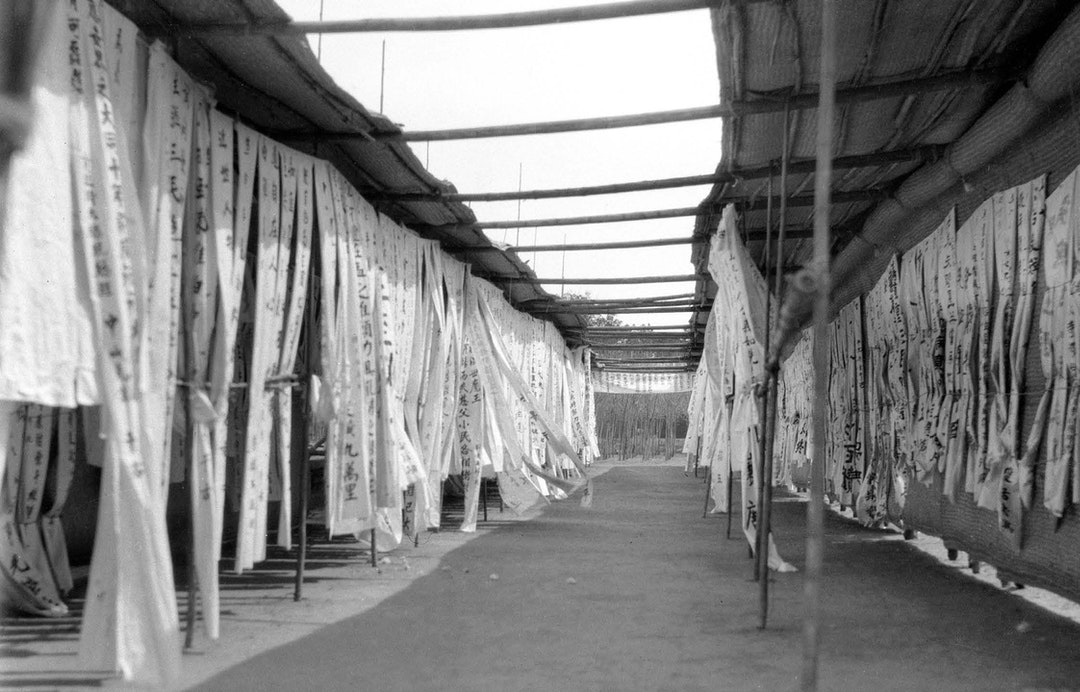
孙灵堂外“挽联如海”
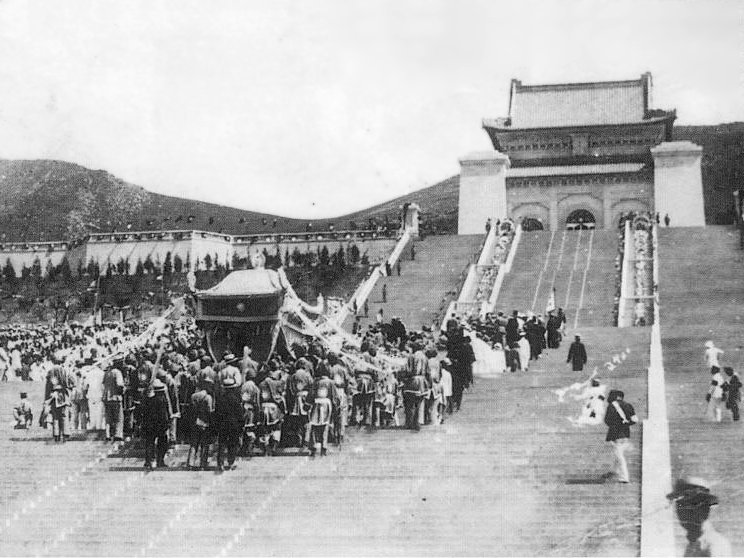
1929年6月1日，孙灵柩奉安中山陵
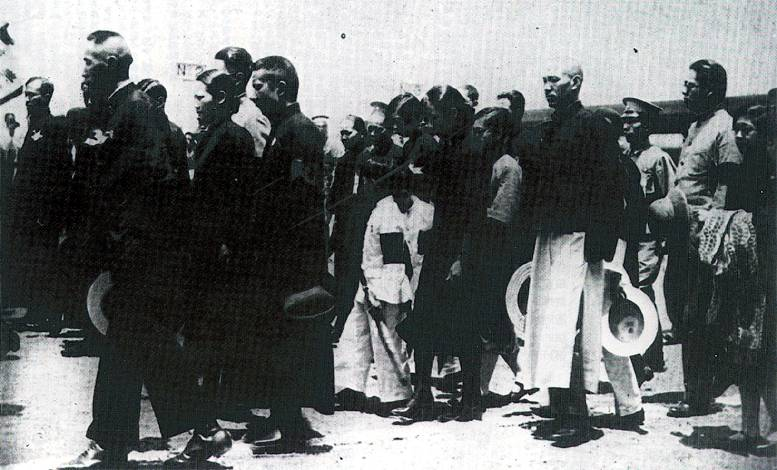
蒋介石和宋美龄出席孙的奉安典礼
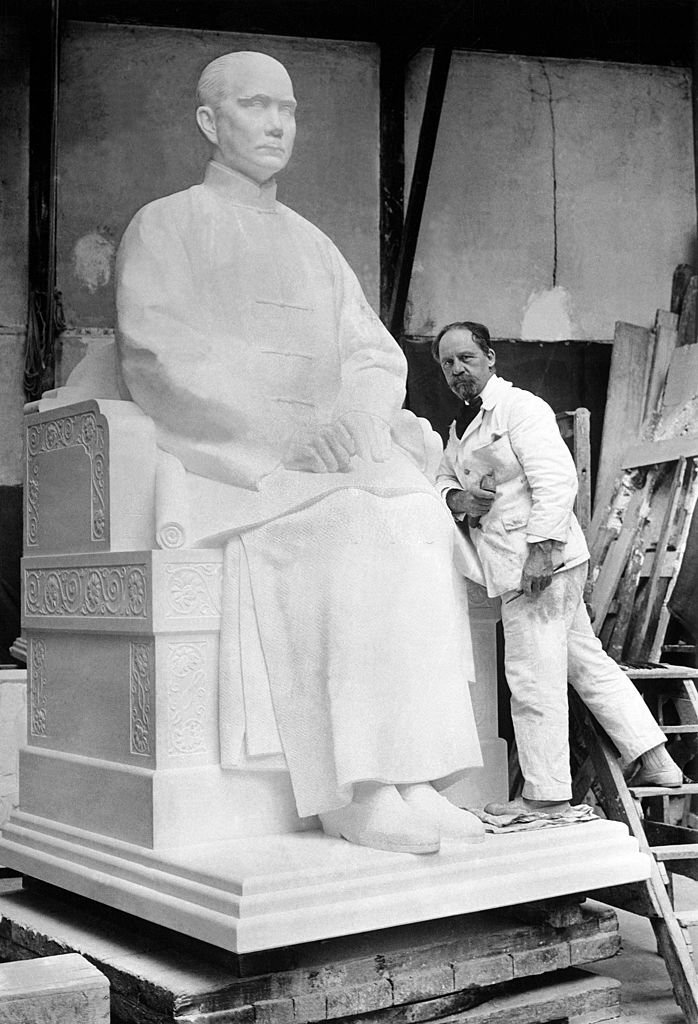
法國雕塑家保羅·蘭多斯基与孙的雕像合影
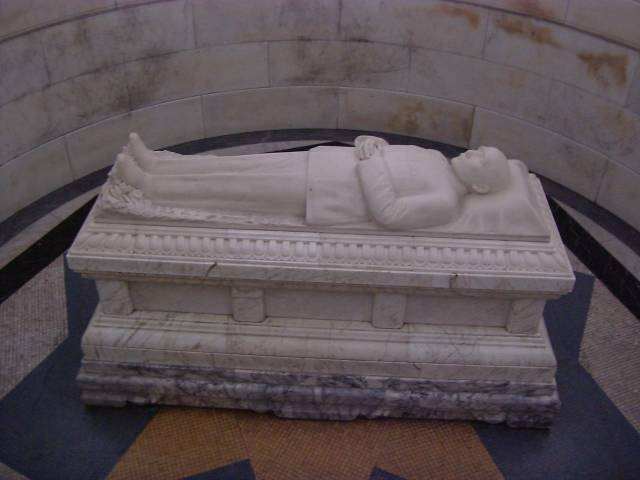
南京中山陵國父墓室

外界普遍認為孫的死因是肝癌，後來根據協和醫院存檔的病理檢查報告，認為孫原发胆囊癌，癌細胞转移到肝臟並救治無效。也有学者怀疑孙是由苏联毒死，因其症状与1941年王明的中毒极其相似：发病突然来势凶猛；明显的肝胆病体征却难以确诊；苏联立即派出情报局专家阿洛夫来华治疗却导致患者病情的重大反复。其原因是孙临进京前途径日本，召唤中日提携和“大亚洲主义”；孙的地位使鲍罗廷无法控制国民党，苏联赤化中国的政策受阻。

## 輓聯

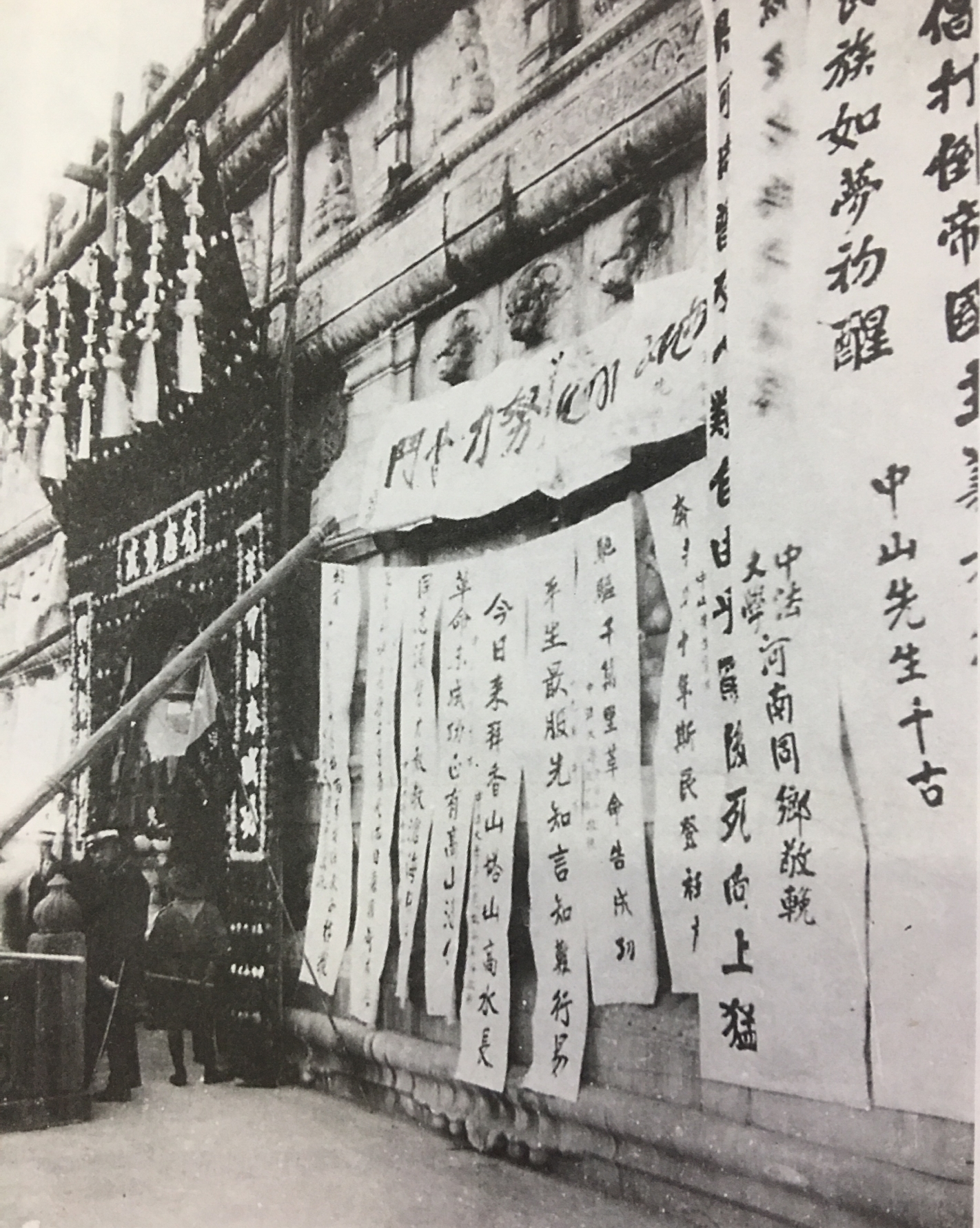
孙逝世后，北京碧云寺祭堂外的挽联

楊度：「英雄作事無他，只坚忍一心，能成世界能成我；自古成功有幾？正瘡痍满目，半哭蒼生半哭公。」
徐树铮：“百年之政，孰若民先，曷居乎一言而兴，一言而丧；十稔以还，使无公在，正不知几人称帝，几人称王。”
段祺瑞：“共和告成，溯厥本源，首功自来推人世；革命而往，无间终始，大年不假问苍天。”
黎元洪：“江汉启无戎，仗公同定共和局；乾坤试回顾，旷世谁为建设才。”
吴佩孚：“天高月黑风沙恶；志决身歼军务劳。”（民初某年传孙中山死，吴佩孚集句写了这副挽联。联见《谢觉哉日记》。）
孙传芳：“大业垂成，宏愿誓为天下雨；英灵永閟，悲思遥逐浙江潮。”
张作霖：“读遍中华廿四史，讵少英豪，扫清君主淫威，谁曾倡首；唤醒同胞亿万人，弥留付托，抱定民生主义，死不灰心。”
唐继尧：“只手创共和，曾经险阻备尝，自有隆名光历史；同心龛大难，遽悼沉疴不起，独飘酸泪望中原。”
章炳麟：“洪以甲子灭，公以乙丑殂，六十年间成败异；生袭中山称，死傍孝陵葬，一匡天下古今同。”

陳炯明：「唯英雄能活人殺人，功首罪魁，自有千秋青史在；與故交曾一戰再戰，私情公義，全憑一寸赤心知。」
章士钊：“景行有二十余年，鄙著记兴中，掩迹郑洪题字大；主义以三五为号，不才无党籍，追怀蜀洛泪痕多。”
唐绍仪：“约法坏，民国危，革命未成功，谁复能支大厦？议和终，致位去，补天太无术，自愧有负使君。”
胡适：“慈故能勇，俭故能广；行之非易，知之惟艰。”
吴景濂：“国贼未除，想先生犹遗隐恨；人心不死，望后起共竟前功。”
方本仁：“海内失人豪，旷代勋名拼热血；浔阳传恶耗，大江日夜咽寒潮。”
马湘：“是党国元勋，辅佐安邦钦景仰；为革命先进，功成身退第一人。”
谭延闿：“旭日丽中天，数千古英雄，孰堪匹敌；大星沉朔野，率三湘子弟，共哭元戎。”
蒋作宾：“破五千年积习，革故鼎新，创造精神推巨擘；开亿万世大同，置纲存纪，继兴事业属吾人。”
林文庆：“兰言犹在耳，记当年画策南洋，只为解悬苏后起；蒿曲已伤心，偏此日观光东岛，不堪挥泪哭先生。”
蒋中正：“主义扬中外；精灵炳日月。”
汪兆铭：“革命尚未成功，同志仍需努力。”
林森：“一人千古；千古一人。”
胡汉民：“博爱无穷，革命造共和，尽瘁犹为民众死；知行不二，遗书遍天下，创垂自与昔人殊。”
蔡元培：「是中國自由神，三民五權，推翻歷史數千年專制之局；願吾儕後死者，齊心協力，完成先生一二件未竟之功。」:499-500
李烈钧：「才逾汤武，功盖桓文，九万里震威名，天授如斯！前无古人，后无来者；出秉节钺，入赞戎机，二十年共患难，山颓安仰！上为国恸，下为私哀。」
宋哲元：「開中國新紀元，其事千古，其名千古；與盧梭相輝映，泰東一人，泰西一人。」:499
于右任：「綜四十年胼手胝足之工，直是為生民立命，為天地立心，歷程中揖讓征誅，舉同塵土；流九萬里志士勞民之淚，始知其來也有因，其生也有自，瞑目後精神肝膽，猶照人寰。」:500-501
阎锡山：“人群进化，天下为公，壮志竟未申，大厦栋梁归后死；国难方殷，台星遽殒，平生期不负，十年蓝筚愧元功。”
李宗仁：“举数千年帝制扫荡无遗，改良政治，铸造共和，盖世景勋猷，岭海苍茫钟间气；为中百兆民族牺牲以死，功在国家，名垂简册，周年逢纪念，河山黯谈有余哀。”
鹿钟麟：“但凭奋斗精神，能将五千年古国改造共和，所谓立德立言立功，惟我公当之无愧；正值风云变幻，不为四百兆同胞憖遗一老，幸留民权民生民族，各主义久而弥光。”
冯玉祥：“要固三秦革命根基，争独立，争自由，全凭热血精诚，相率就死，数将士人民暨先进国同志，高冢千秋，甘为牺牲殉主义；恰值二年哀祭时节，哭总理，哭国殇，对此青天白日，誓承遗愿，与工农阶级和共患难弟兄，兼程并进，最后奋斗策全功。”
孔祥熙：“唐虞汤武合冶一炉，至弥留时犹为同胞呼后起；松柏茑萝忝联十载，于痛定后更从群众呼先生。”
邵力子：「舉世崇拜，舉世仇恨，看清崇拜或仇恨是些什麼人，愈見先生偉大；畢生革命，畢生治学，倘把革命與治学分成兩件事，便非吾黨精神。」
方鼎英：“同志者哀之，异趣者哀之，乃至交通各国莫不哀之，沈沈大陆，独有千秋，翻幸先生得死所；制定乎未也，功成乎未也，即求喘息粗安亦犹未也，梦梦彼苍，不遗一老，吁嗟后死何生为。”
熊克武：「與民國性命相依，討賊成功身速死；失吾黨創造先覺，枕戈待旦淚頻揮。」
于范亭：“能破坏，能建设，又能裨让，溯历代英雄，如汉高、秦始皇、周发、商汤，总嫌专制；有学说，有主义，并有事功，数世界作者，合卢梭、马克思、林肯、列宁，萃为一人。”
许世英：“四十年建革命之勋，立志坚贞，身可毁，家可破，国不可亡，三民五权大名永著；八千里循合肥之请，征尘况瘁，声相应，气相求，面未相觌，九仞一篑遗憾难忘。”
刘培寿：“黄帝以来无其匹，孔子而后第一人。”
孔紧杏：“推翻专制无双士，创造共和第一人。”
民意通俗社社长翁恩伦：“一生革命，千载伟人。”
《民国周报》全体同仁：“国父云亡，白叟黄童齐下泪；邦人多难，凄风惨雨浩伤情。”
北京大學台灣同學會：「三百萬臺灣剛醒同胞，微先生何人領導；四十年祖國未竟事業，舍我輩其誰分擔。」
英国人康德黎：“毁帝制，创共和，知难行易，较尧舜禹汤周公文王孔子诸圣为高明，上下五千年，前无古人，后无来者；讲自由，争平等，救国导民，为英俄德法日比意奥土保十国所敬畏，纵横九万里，其生也荣，其死也哀。”
美国人李佳白：“先天下忧以忧志，行尚旦夕抒申旷，世古今无与匹；后列宁死而死，成败留人间评论，噩音中外有余哀。”
越南人潘佩珠：“志在三民，道在三民，忆横津致和堂两次握谈，卓有真神贻后死；忧以天下，乐以天下，被帝国主义者多年压迫，痛分余泪泣先生。”
日本驻青岛总领事堀内谦介：“同文同种，望切同荣，方欣无间中东，衽席同登称至乐；至德至人，功追至圣，孰意遽颓山斗，冠裳至此哭同声。”
曾任北洋政府军事顾问坂西利八郎：“当代推革命家，牺牲福利，拥护民权，誓扫搀枪成净土；先生为医国手，展翼西南，归功直北，长留仪范在人间。”
山东青岛的日本商业会所副会长铃木格三郎：“烟雨凄迷并，海有人凝血泪；音容寂寞黄，河流水是哀声。”
大东汽船合资会社发起人白岩龙平：“是世界大英雄，创革命殊勋，三民五权继，志惟望后起；为东亚惜人杰，慨万方多难，山颓木坏，伤心同哭先生。”
日本驻沙市领事代理市川信：“亚洲列宁又逝，惊震全球呈惨色；汉族明星遽陨，谨降半旗志哀忱。”
萍乡女子师范学校陈熙校长：“出东粤、死北平、停西山，葬南京、四十年奔走四方，只为救国救民救种族；造共和、除专制、创民主，定宪法，万世师昭垂万世，全凭大智大勇大精神。”
安源路矿工人俱乐部保卫团：“恢复旧山河，为同胞造福，为汉族争光，救国维殷，剩有丹心照千古；创造新世界，是社会伟人，是民国杰士，全功未竟，应留遗恨到九泉。”
安源路矿工人俱乐部青年部：“领全体青年工人，遵守遗言努力；愿东方弱小民族，继续革命精神。”
安源路矿工人俱乐部工人学校：“先生为人类谋非常幸福，铲除专制，建设民权，羡创世功高，独享勋名垂宇宙；工界被蟊贼施无限摧残，既有外侮，又逢军阀，愿大家团结，共持铁血壮山河。”
萍矿学校：“三民主义，五权宪法，学说千古，大名千古；推翻专制，创建共和，北美一人，东亚一人。”

## 唁电
早在孙逝世时，世人便多以“国父”称呼悼唁之：

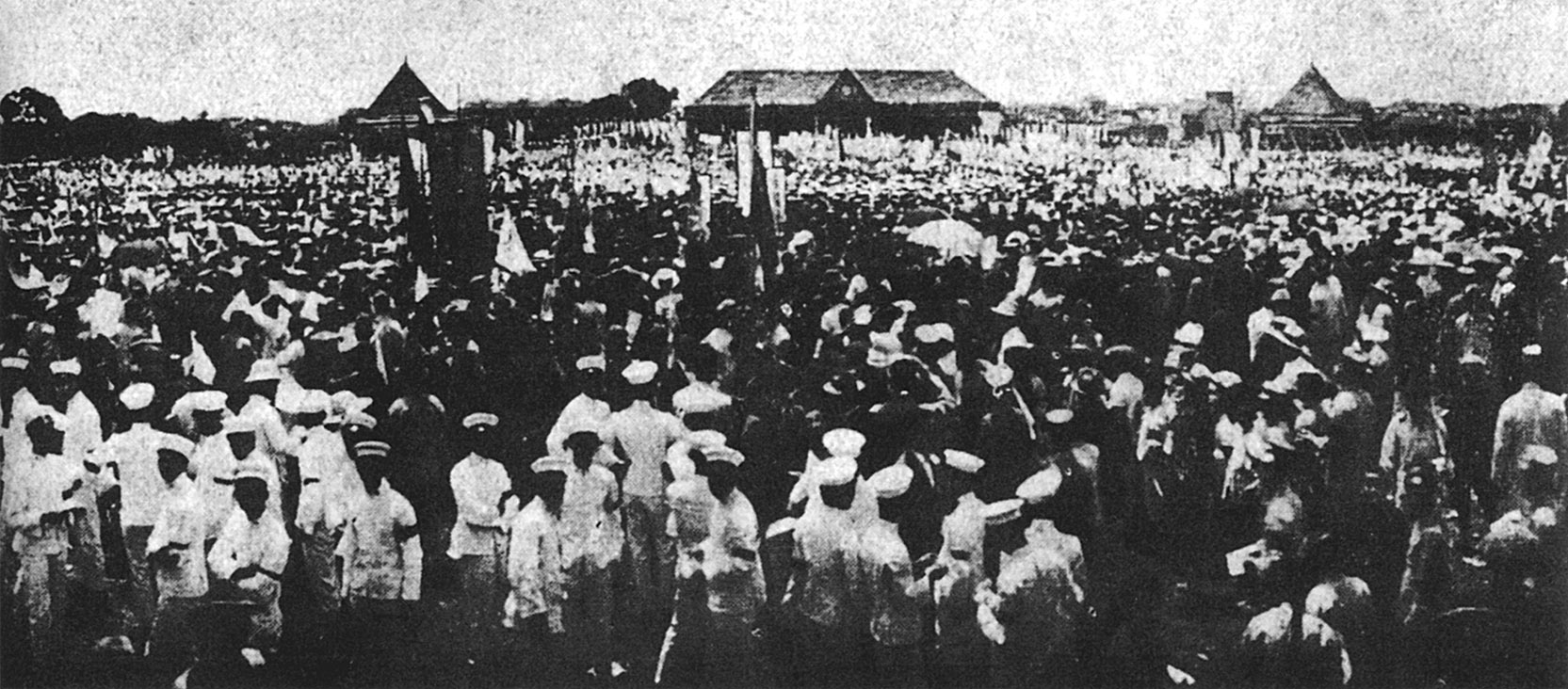
1925年3月12日，广州各界在东较场举行追悼大会

香港联义社唁电称：“国父弃养，普天茹通，勉继大业，为国节哀。”
冯百初、吴尚鹰唁电说：“惊闻帅崩，丧我国父，普天同悼，北望燕云，哀恸奚极。”
胡思舜唁电说：“失我国父，怆悼何如。”
杭州工人协会唁电称：“……中华民国创造者孙公中山仙逝……为国努力，竟国父未竟壮举。”
江西自治同志会唁电称：“天不憗遗，遽丧国父，同人惊悼。”
程稚周、张拱辰、宁少清唁电说：“国父虽去，主义尚存。”
崇海旅沪工商学会唁电称：“国是未定，国父云亡，噩耗惊传，悲痛曷极。”
上海市民公学唁电称：“务望贵党诸公为国节哀，并祈哲生先生善秉先志……则国父虽死不死矣。”
省港建造工会联合总会唁电称：“遽聆国父丧耗，如丧考妣。……省港建造工会联合总会十五万余人叩。”
自由党唁电称：“惊电传来，不胜悲想，孙公为民国国父、我党导师……”
江西永新旅沪学生会唁电称：“国父长辞，曷深悼惘，谨电吊唁。”
广东大学学生会唁电说：“天厄苍生，丧我国父，痛哉！”
江西永新旅沪学生会唁电说：“惊悉国父噩耗，同仁等悼痛弥深。”
琼崖改造同志会唁电称：“天胡不吊，丧我国父，北望燕云，哀痛无已。”
吴铁城的唁电说：“天厄苍生，夺我国父。”
老巴刹书报社唁电称：“天祸中国，丧我国父。噩耗传来，悲恸欲绝。”
浙江嘉兴国民会议促成会唁电说：“中山先生为革命领袖，民国国父，国民会议导师，噩耗传来，同深北恸。”
范迪林唁电称：“从此，民失国父，党失导师，悲念及此，无任怆悼。”
芜湖狮山雅各中学唁电称：“中山先生为我民国国父，噩耗传来，全校哀悼。”
旅沪安徽公学唁电称：“昊天不吊，夺我国父，四万万人痛绝欲死。”
彭亨直凉华侨唁电称：“惊闻国父薨逝，薄海同哀。”
广州新学生社一中支部唁电称：“胡天不吊，夺我国父。”
上海工商学会唁电称：“国父虽死，国父永生。国父之主义未去，国父之主义万世不朽。”
象山县各公团追悼孙先生大会筹备处唁电称：“中山先生，民国之父。”
泗阳县追悼孙中山先生大会筹备处唁电：“国父逝世，中外悲痛。”
江西省九江美以美会男女学校医院唁电称：“嗟国父之遽殒，复相勉以追承。”
安徽省立第二农校唁电称：“昊天不吊，丧我国父，完成伟绩，责在后死。”
浏阳追悼孙中山筹备处唁电称：“天祸中华，夺我国父，友邦敬吊，薄海同悲。”
循军司令严德明等唁电称：“痛闻總理薨逝，丧我国父，悲惨曷极。”
张一志唁电称：“国父云亡，悲悼弗胜。”
陈其业、陈其采家族的唁电称：“国父崩殂，群众针悼，努力继志，责属后死。”
民治急进社彭光武、吴子垣唁电说：“丧我国父，悲悼莫名。”
南洋巴达斐亚华侨书报社唁电称：“本社钦崇国父，已非一日，乃设祭堂，朝夕墨礼，瞻仰遗像，无不饮泣。”
许显廷等唁电说：“惊闻国父逝世，噩耗传来，同深哀悼……勇武协会主席许显廷等人叩。”
汕头市孙大帅哀典筹备处唁电称：“噩耗惊传，国父遽丧，柱倾维裂，薄海同哀。”
浙江温州孙中山先生追悼大会总筹备处唁电称：“国父逝世，薄海同悲，吾温农、工、商、学各团体伤民生之不宁，痛导师之遽谢，爰定四月十二日举行追掉大会以表哀思……”
中华民国留日广岛高师黎明学社唁电称：“胡天不吊，遽丧国父，都门北望，哭不成声。”
聂回凡的唁电说：“失群众之先驱，殇吾华之国父，北望燕云，悲感何极。”
安徽民智促进会唁电：“孙公为民众奋斗，致陨其躯，噩耗传来，全民震悼。失此国父，民命堪悲……”
凤阳国民会议促成会唁电称：“窃思军阀犹在，民治未张，嗟彼昊天，遽凋国父。”
香港华工总会唁电：“昊天不吊，国父云亡。”
广东省潮州中学唁电称：“噩耗传来，国父崩驾。今是何世，漫漫长夜，天不憗遗……”
双温太年华侨追悼孙中山大会唁电称：“国父云亡，悲痛实深。”
山东潍县国民会议促成会唁电称：“国基未固，遽丧国父，断我国魂，哀悼奚似。”
广东大学共觉社唁电称：“噩耗传来……民众骤丧导师，薄海同悲。国父匪特国家之可危，抑亦同胞之不幸。”
香港集贤工会唁电称：“大志未就，国父云亡，节哀奋斗，完成大业。”
杭州反帝国主义大同盟唁电：“噩耗传来，惊悉贵党總理、国父孙中山先生薨逝都门，曷胜悲悼。……”
徐州各界追悼大会筹备处唁电称：“昊天不吊，国父云亡，薄海人民，同深痛悼。”
上海桂风杂志社唁电称：“国是未定，国父云亡，噩耗传来，曷胜悲悼。”
湖南教会学校退学学生联合会唁电称：“值此国本飘摇强邻侵略之秋，正仰中山国父挽救危亡，何昊天不吊，亡此哲人，噩耗传来，薄海同悲。”
万县悼念孙中山大会唁电称：“国事方艰，国父云亡，凡有血气，莫不悲恸。万县国民……复于元日开会追悼，与祭者万余人。当以国父主义及精神宣告大众，并约继续奋斗以竟国父未竟之志。”
福建学生联合会唁电称：“国父逝世，哀悼不胜。”
琼岛魂社唁函：“鄙社同人昨闻国父中山先生作古，惊惶哀悼，莫可言宣。”
威新学校唁电称：“天丧国父，薄海同怅。”
吉兰丹科打答鲁青年社唁函：“惊悉我国父孙公中山薨逝京华，云燕引颈，悲恸靡穷。”
汪时涛、翟乐水、周耀德等唁电说：“侵电惊悉，天夺国父，普世哀悼。”
马六甲琼侨公立华南学校唁电称：“国父遽殂，薄海同悲。”
陈树人的唁函说：“吾民何辜，遽丧国父。”
倪夏夫的唁电说：“鄙人虽非党员，而对于国父中山先生之主义人格实崇拜至五体投地。”
许瑔芳、程翊华唁电说：“国父逝世，薄海震惊，噩耗传来，肝肠寸断。”
杨文蔚的唁函说：“昊天不吊，夺我国父。”
叶凤鸣的唁电说：“天夺国父，薄海通悼。”